# Музей современного искусства (Сантьяго)
Музей современного искусства  (исп. Museo de Arte Contemporáneo) — художественный музей в Сантьяго (Чили).

## Музей и коллекция
Музей открыт 15 августа 1947 года. В настоящее время управляется факультетом искусств университета Чили и размещается в двух местах: в парке Форесталь в тыльной части здания Национального музея изящных искусств Чили и в парке Кинта-Нормаль в здании под названием «Дворец Версаль».
В коллекции музея более двух тысяч произведений искусства, в том числе 1200 гравюр, 450 фотографий, примерно 600 картин, около 200 рисунков и акварелей, и 90 скульптур. В коллекции собраны работы мастеров начиная с конца XIX века, в том числе произведения чилийских художников Роберто Матта, Гульермо Нуньеса, Немесио Антунеса, Матильде Перес и Хосе Бальмеса. Кроме того в коллекции представлены работы таких зарубежных художников, как Освальдо Гуаясамина, Исаму Ногути, Фриденсрайха Хундертвассера, Дэвида Батчелора, Иисуса Руиса Нестоса и Дино Бруссоне.

## Руководители музея
- Марко А.Бонта (1947—1962)
- Немесио Антунес (1962—1964)
- Луис Оярсун Пенья (1964—1965)
- Федерико Асслер (1965—1968)
- Альберто Перес (1968—1970)
- Гильермо Нуньес (1971—1972)
- Лаутаро Лаббе (1972—1973)
- Эдуардо Оссандон (1973—1976)
- Марта Бенавенте (1976—1980)
- Долорес Мухика Гарсия Уйдобро (1981—1991)
- Росарио Летельер Виаль (1991—1998)
- Франсиско Бругноли (1998 по настоящее время)